# Winegret

Wytwarzanie sosu winegret z octu i oliwy z dodatkiem musztardy

Winegret lub vinaigrette (fr. vinaigre – ocet) – zimny sos pochodzący z kuchni francuskiej, przyrządzany z oliwy (3 części) i octu (1 część), które są dokładnie mieszane i ubijane do lekkiego zgęstnienia. Przyprawia się go pieprzem i solą, które lepiej jest dodać na początku do czystego octu, bo dodatek oliwy utrudnia rozpuszczanie się soli.
Ocet w sosie można zastąpić sokiem z cytryny. Duże znaczenie ma wykorzystanie oliwy i octu winnego wysokiej jakości.
Winegret podaje się do zielonych sałat, serwowanych na zimno jarzyn, owoców morza i czasem mięs, jak też do mizerii.
Sos winegret można dodatkowo aromatyzować świeżymi ziołami: estragonem, cząbrem ogrodowym, szczypiorkiem, natką pietruszki, a także w zależności od sytuacji roztartym czosnkiem lub musztardą.
Od sosu winegret pochodzą także dalsze sosy:
- sos winegret z pomidorami, uzyskiwany dzięki dodatkowi cebuli i przecieru ze świeżych pomidorów i podawany do pikantnych przystawek i zakąsek;
- zielony sos winegret, który uzyskuje się z winegretu podstawowego przyrządzonego z sokiem cytrynowym, z dodatkiem filetów anchois utartych z czosnkiem i dużej ilości zielonych ziół. Jest on dodatkiem do wędlin, befsztyków i drobiu;
- sos winegret z czerwonej papryki, podawany do sałat i ryb, do którego zamiast oliwy dodaje się przetartą czerwoną paprykę i śmietanę, pomijając też pieprz;
- sos winegret miętowy ze śmietaną, przyrządzany z ucieranych w soku cytrynowym liści świeżej mięty, do których dodaje się śmietanę. Jest dodatkiem do szynki parmeńskiej ze świeżymi figami.

Oliwy i octu do przyprawiania surowych warzyw używano już w kuchni starożytnego Rzymu. Przepisy na potrawy z sosem winegret, przygotowywane z zielonych warzyw liściastych (surowych lub gotowanych), takich jak sałata, endywia czy ogórecznik, zawiera traktat De honesta voluptate et valetudine Bartolomea Platiny z 1470 roku.